# Glyphoglossus volzi
Glyphoglossus volzi es una especie de anfibio anuro de la familia Microhylidae. Esta especie es endémica de la isla de Sumatra, donde se encuentra entre los 50 y los 890 metros de altitud. Es una especie muy rara que ha sido encontrada en muy pocas ocasiones por lo que sabe poco de su distribución y ecología. Se cree que es una especie fosorial que habita en selvas tropicales en zonas bajas.